# Wie Obelix als kleines Kind in den Zaubertrank geplumpst ist
Wie Obelix als kleines Kind in den Zaubertrank geplumpst ist (französischer Originaltitel: Comment Obélix est tombé dans la marmite du druide quand il était petit) ist ein Sonderband der Asterix-Reihe und ein Prequel des Comics Asterix der Gallier, in dem man erfährt, wie Obelix zu seiner Stärke kam. Die Geschichte hat nicht die Form eines Comic, sondern besteht aus einem bebilderten Text. Der Text stammt von René Goscinny und die Bilder von Albert Uderzo. Der Text der Erstausgabe erschien 1965 in der französischen Zeitschrift Pilote.

## Handlung
Asterix erzählt die Geschichte gallischen Kindern, wobei Obelix neben ihm sitzt. Er beginnt damit, von seiner Familie zu erzählen: Er hatte eine zierliche Mutter und wurde in dem gallischen Dorf geboren, das von den Römern nicht erobert werden konnte.
Obelix war der Sohn eines Hinkelstein-Herstellers. Weil er etwas dicklich war (er hatte schon damals eine Vorliebe für Wildschweinbraten) und zudem sensibel, wurde er von den anderen Dorfkindern gehänselt – nur Asterix hielt zu ihm.
In der Schule wurden sie vom Druiden Miraculix unterrichtet, wobei Asterix der Klassenbeste, Obelix hingegen schlecht war. Allerdings wurde der Unterricht durch wiederholte Angriffe der Römer unterbrochen und der Druide musste, statt die Schüler zu unterrichten, den Zaubertrank verteilen, damit die Römer vertrieben werden konnten. Die Frauen mussten das Festmahl vorbereiten, das es danach regelmäßig gab. Die Schüler hatten während der Römerangriffe frei.
Eines Tages griffen die Römer erneut an und die Kinder wussten nicht, wie sie die freie Zeit überbrücken sollten. Da hatte der stärkste Junge der Klasse, Gummiarabix, die Idee, Obelix zu einem Römer zu machen und ihn zu verprügeln. Alle, bis auf Asterix, befolgten die Idee und schlugen auf ihn ein. Nach dem Vorfall überredete Asterix Obelix dazu, heimlich einen Schluck Zaubertrank von Miraculix zu nehmen. Allerdings ging es schief: Als Asterix Obelix warnte, dass die Krieger früher als erwartet zurückkämen, fiel Obelix vor Schreck in den Kessel. Er trank den gesamten Inhalt aus, weshalb der Zaubertrank seither nie aufgehört hat zu wirken. Nachdem sich Obelix an seinen Mitschülern rächte, wagte niemand mehr, sich über ihn lustig zu machen.

## Veröffentlichung
Die Geschichte erschien zuerst 1965 in der Ausgabe #291 der französischen Zeitschrift Pilote. 1989 wurde die Geschichte als Album mit von Albert Uderzo neu gezeichneten Bildern veröffentlicht. Das Album ist äußerlich ähnlich den übrigen Asterix-Alben gestaltet, allerdings numerisch nicht in die Reihe integriert. Eine überarbeitete Auflage des Albums mit neuem Titelbild und revidierter Übersetzung erschien in Deutschland 2009.